# Kanga

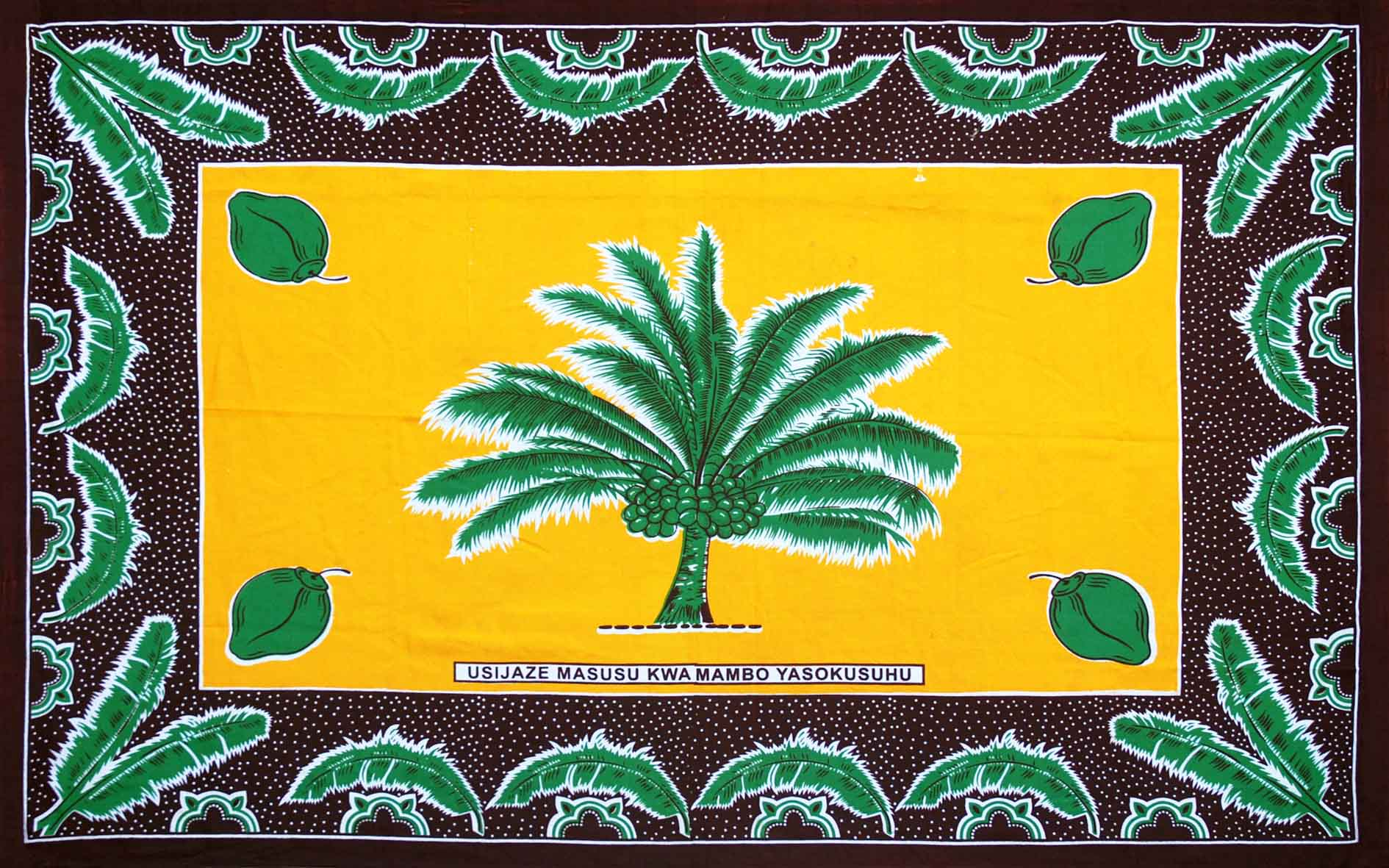
Kangatyg fotat hos en grossist i Dar es Salaam, 2011

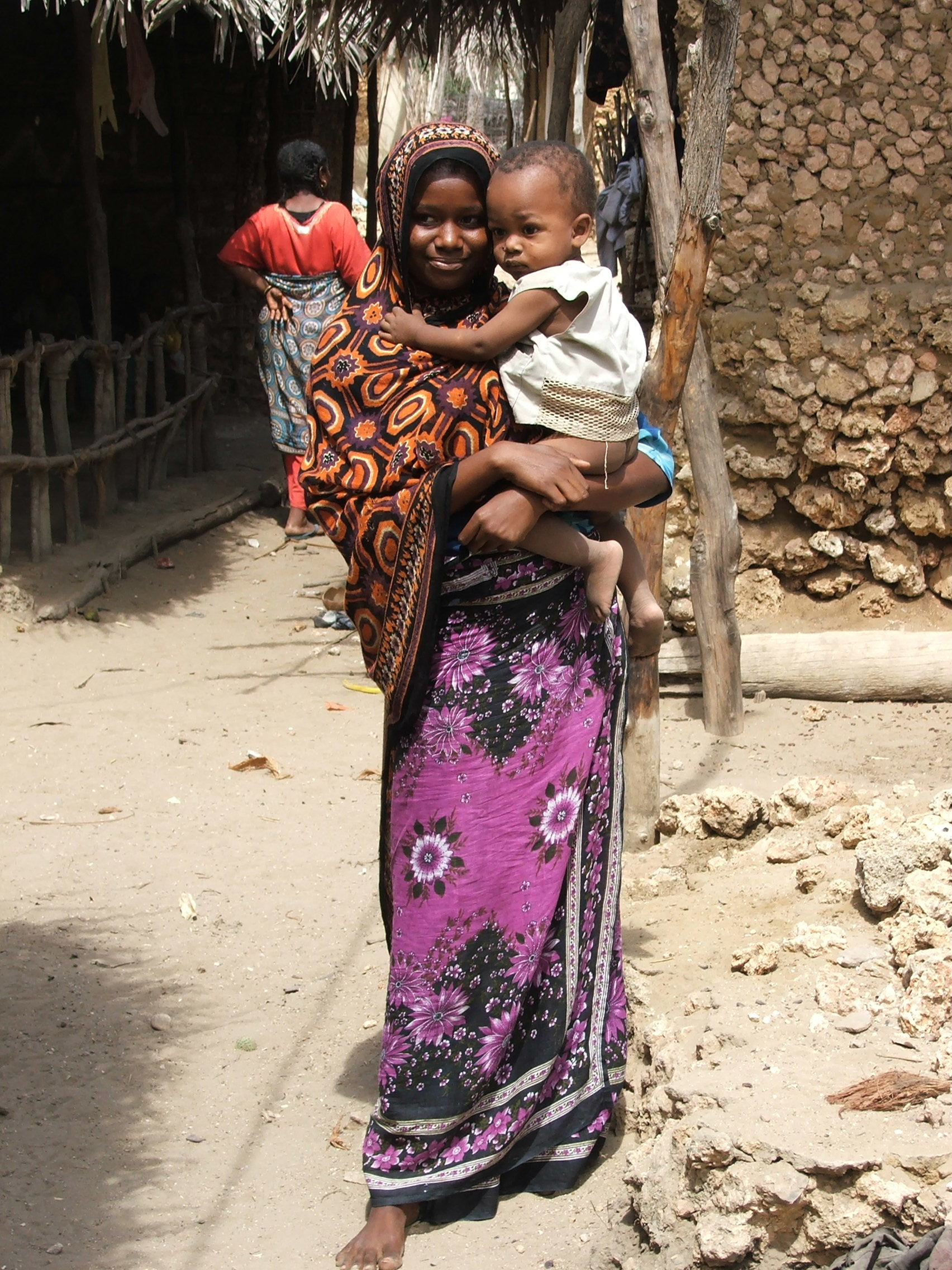
Kvinna i Kanga, Pate Island in Kenya

Kanga är ett rektangulärt tyg med tryckt mönster, som är vanligt i Kenya, Tanzania och omliggande länder. Tygstycket är vanligen 150x100 cm, och kan användas som kjol, klänning, barnsele mm. Det är i första hand kvinnor som bär det. Förutom mönster kan ordspråk och annan text förekomma.
Kangan har många motsvarigheter i andra delar av Afrika, bland annat:
- Mousorr eller waloff i Gambia
- Lappa i Nigeria (vanligen indigofärgat)
- Pano i Guinea-Bissau
- Capulana i Mocambique (sarong)
- Lamba hoany i Madagaskar
- Samakaka i Angola
- Shweshwe i södra Afrika